# Alfredo Rocco (pintor)
Alfredo Rocco (Nació en São Paulo, el 17 de enero de 1914 y falleció, en la misma ciudad el 30 de julio de 1999) fue un médico, pintor, dibujante y profesor brasileño.